# Levantin
Pour les articles homonymes, voir Levante Unión Deportiva, Ordre levantin et Levantin (ibère).
Les Levantins, de Levant, région où le soleil se lève, ἀνατολή, Anatolē en grec, Machrek en arabe, sont l'ensemble des habitants du Proche-Orient.
Comme le précise le dictionnaire de l'Académie française, ce terme « a été parfois utilisé avec une intention péjorative, par allusion à l'habileté en affaires prêtée aux Orientaux ».

## Les Levantins dans l'Empire ottoman et en Turquie
Au XIXe siècle et dans la première moitié du XXe siècle, ce terme a surtout servi à désigner des résidents non-turcs de l'Empire ottoman et de ses États successeurs, d'ascendances européennes, byzantines, arméniennes ou mixtes diverses. Parmi les premiers, la plupart étaient catholiques, soit romains (« latins »), soit grecs (« uniates »), mais aussi parfois protestants : ces Levantins d'origine occidentale étaient ressortissants de divers États catholiques ou protestants (France, Italie, Allemagne, Autriche-Hongrie, Angleterre, etc.), ou l'étaient devenus afin de bénéficier des avantages codifiés dans les capitulations.
Les chrétiens sujets du sultan ottoman étaient également souvent comptés parmi les « Levantins » ; c'est le cas des Grecs ottomans (dont les pontiques), des Arméniens, ainsi que des Assyriens, Chaldéens, Maronites, Melkites, Nestoriens, Syriaques orthodoxes ou catholiques, pour la plupart locuteurs du néo-araméen. Certains pouvaient accéder à d'importantes responsabilités : ainsi, au XVIIe siècle les Grecs phanariotes de Constantinople furent hospodars des Principautés danubiennes, tandis qu'à la fin du XIXe siècle et au début du XXe siècle, plusieurs gouverneurs de la province autonome du Mont-Liban, qui devaient statutairement être des sujets ottomans chrétiens, furent des Melkites d'Alep (Syrie), de la famille Franco (nom qui, en Orient, évoque les Occidentaux : voir plus bas).
En Occident, on qualifiait également de « Levantins » les Juifs ottomans, qu'ils fussent romaniotes, séfarades, mizrahim ou devenus turcs musulmans.
De nos jours en Turquie, le terme « Levantin » (Levanten) désigne uniquement les ressortissants turcs d'origine occidentale. Leurs noms de famille ont été adaptés lors des réformes de l'écriture (1928). À Istanbul, il existe encore de grandes familles levantines, généralement francophones : Alyont (Alléon), Baltacı (Baltazzi), Bastiyon (Bastion), Boduyi (Baudouy), Dandriya (D'Andria), Döhoşpiye (De Hochepied), Glavani (Glavany), Jiro (Giraud), Kaporal (Caporal), Kasanova (Casanova), Kastelli (Castelli), Korpi (Corpi), Krepen (Crespin), Kuto (Coûteaux), Lombardi, Marmara, Tomaselli... etc.

## Les Levantins d'Égypte
Dans l'Égypte du XIXe siècle, le terme « Levantins » désignait les résidents ni autochtones, ni turcs (12 000), ni européens (7 000), ni esclaves, mais uniquement chrétiens sujets du sultan ottoman : il y en avait environ 150 000 au milieu du siècle sur 2 891 000 habitants.

## Les «Francs» et laLingua franca
Il existait dans les échelles du Levant, une langue de communication commune aux Levantins et aux marins et marchands de toutes nationalités, la lingua franca. Cette « langue franque » à base d'espagnol et d'italien, avec des éléments d'arabe, de persan et de turc, portait ce nom (« franque ») parce que depuis les Croisades, le nom donné en Orient aux occidentaux était « franc » (grec Φράγγοι - franghi ; turc franglar). Cela désignait les Croisés, mais aussi les marins qui les transportaient, pour la plupart français, génois et vénitiens et par la suite, tous les marchands et marins catholiques.[réf. nécessaire]

## Smyrne et la communauté des Levantins francophiles
Édouard Balladur, ancien Premier ministre français, est issu de cette communauté smyrniote. Dans sa famille, d'origine lointainement arménienne, on parle français depuis de nombreuses générations et on ne se marie qu'entre catholiques (même si le conjoint est étranger). Le vicaire général de l'archevêché de Smyrne (aujourd'hui Izmir) fut dom Emmanuel Balladur, disparu en 1847. Pierre Balladur, père d'Édouard, sera ainsi l'un des directeurs, à Istanbul, de la Banque ottomane, devenue aujourd'hui un trust international, mais qui gère alors les capitaux des puissances occidentales, et de leurs entrepreneurs en Orient. L'établissement, disparu une première fois, puis remonté sur ses bases a été fondé par quelques familles levantines (dont les Glavany, dont est issu Jean Glavany, ancien ministre).
Dans les années 1900 à 1905, Izmir était une ville multiethnique, à dominante grecque et turque, mais où il y avait aussi, outre les Levantins de souche, des levantins d'adoption comme Augustin Gindorff, ingénieur des mines, belge et catholique. Il a été durant ces années le directeur de la Compagnie ottomane des eaux de la ville.
À l'issue de la Guerre gréco-turque de 1919-22, les Grecs et les Arméniens de la ville sont en partie massacrés et les survivants expulsés, mais, sauf confusion ou accident, les Levantins catholiques, pour la plupart de langue française ou italienne, ne sont pas inquiétés. Toutefois, la plupart préfèrent émigrer dans les années qui suivent. À Izmir, il ne subsiste que quelques rares et vieilles pittoresques demeures levantines, l'église du quartier arménien, Sainte-Hélène, le temple anglican et la cathédrale St-Polycarpe.
En 1996, le nombre de Smyrniotes francophones était évalué à environ 200 personnes, le plus souvent bénéficiant de la double nationalité. Deux lycées turcs assurent des cours entièrement francophones. Il reste aussi quelques mots tirés du français, comme pour désigner la corniche qui surplombe la mer : le « kordon ».

## Personnalités levantines ou d’origine levantine
- Antonin Artaud, par sa mère, Euphrasie Nalpas, d'une famille levantine d'origine anglo-normande, installée à Smyrne au temps de la quatrième croisade et dont on retrouve la trace en Angleterre au XIIe siècle[6] ;
- Édouard Balladur, famille levantine smyrniote d'origine arménienne d'Iran ;
- Albert Caraco, famille levantine d'origine juive séfarade ;
- André Chénier né à Constantinople, dont la mère Elisabeth Santi-Lomaca est une levantine d'ascendance italienne ;
- Stéphane Collaro, famille levantine smyrniote d'origine italienne ;
- Henri et Daniel Filipacchi, famille levantine smyrniote d'origine vénitienne ;
- Jean Glavany, famille levantine ottomane d'origine grecque catholique de Chios ;
- Livio Missir Mamachi de Lusignan, historien belge d'une famille levantine prétendant descendre d'Aimery II de Lusignan, roi de Chypre.
- Nubar Pacha, homme d'État égyptien, famille levantine smyrniote d'origine arménienne, émigrée en Égypte ;
- Adolphe Thiers, président de la République française, de souche levantine par sa mère Marie-Thérèse Amic ;
- Alexandre Vallaury, architecte.

## Levantins dans la culture
- Volpone, dans la pièce homonyme (1605) de Ben Jonson, plusieurs fois adaptée par d'autres auteurs tant au théâtre (Stefan Zweig, Jules Romains), qu'au cinéma (Maurice Tourneur en 1941, Pierre Sabbagh en 1978), est un commerçant levantin établi à Venise.
- Roberto Rastapopoulos, personnage de bande dessinée créé par Hergé, auteur des Aventures de Tintin[7], témoigne du mishellénisme fréquent dans la vision catholique de l'Orient (Hergé a été scout dans sa jeunesse).
- Dans Péplum, roman d'Amélie Nothomb, les Levantins sont tous les habitants de la moitié orientale de la planète, par opposition aux habitants du Ponant, désignant la moitié occidentale.